# كريم شنتاف
عبد الكريم محمود شنتاف أو كريم شنتاف هو إعلامي وسياسي عراقي، ولد في مدينة عانة سنة 1934. تخرج من كلية الفنون فعمل معلما.
عضو سابق في حزب البعث العربي الاشتراكي، انتمى إلى الحزب في منتصف الخمسينيات من القرن الماضي. شغل منصب عضو في قيادة قطر العراق للحزب للفترة 1958-1959 ثم 1962-1963. وكان ممن اشترك مع صدام حسين في محاولة اغتيال عبد الكريم قاسم. صدر أمر باعتقاله قبل أيام من ثورة 8 شباط 1963، لكنه بعد الثورة انتخب في القيادة القطرية حزب البعث العربي الاشتراكي. ثم عضو القيادة القومية 1965-1966.
عمل في مناصب إدارية مختلفة في صحف عراقية مثل جريدة الثورة وتولى تحرير جريدة الجمهورية وعمل في وكالة الأنباء العراقية وكان مدير مكتبها في بيروت.
شغل منصب وزير الثقافة بعد فصل وزارة الإعلام عنها عام 1977، حيث كان طارق عزيز يشغل منصب وزير الثقافة والإعلام، بينما شغل سعد قاسم حمودي منصب وزير الإعلام في حينها.
كما شغل منصب سفير.